# Thierry Jean-Pierre
Thierry Jean-Pierre este un om politic francez, membru al Parlamentului European în perioada 1999-2004 din partea Franței. 
1. 1 2  Thierry Jean-Pierre, Babelio
2. 1 2 3  Autoritatea BnF, accesat în 10 octombrie 2015
3. 1 2 3 4  Deputații în Parlamentul European
4. ↑  Who's Who in France
5. ↑  Fichier des personnes décédées mirror